# Соціал-демократична партія України (об'єднана)

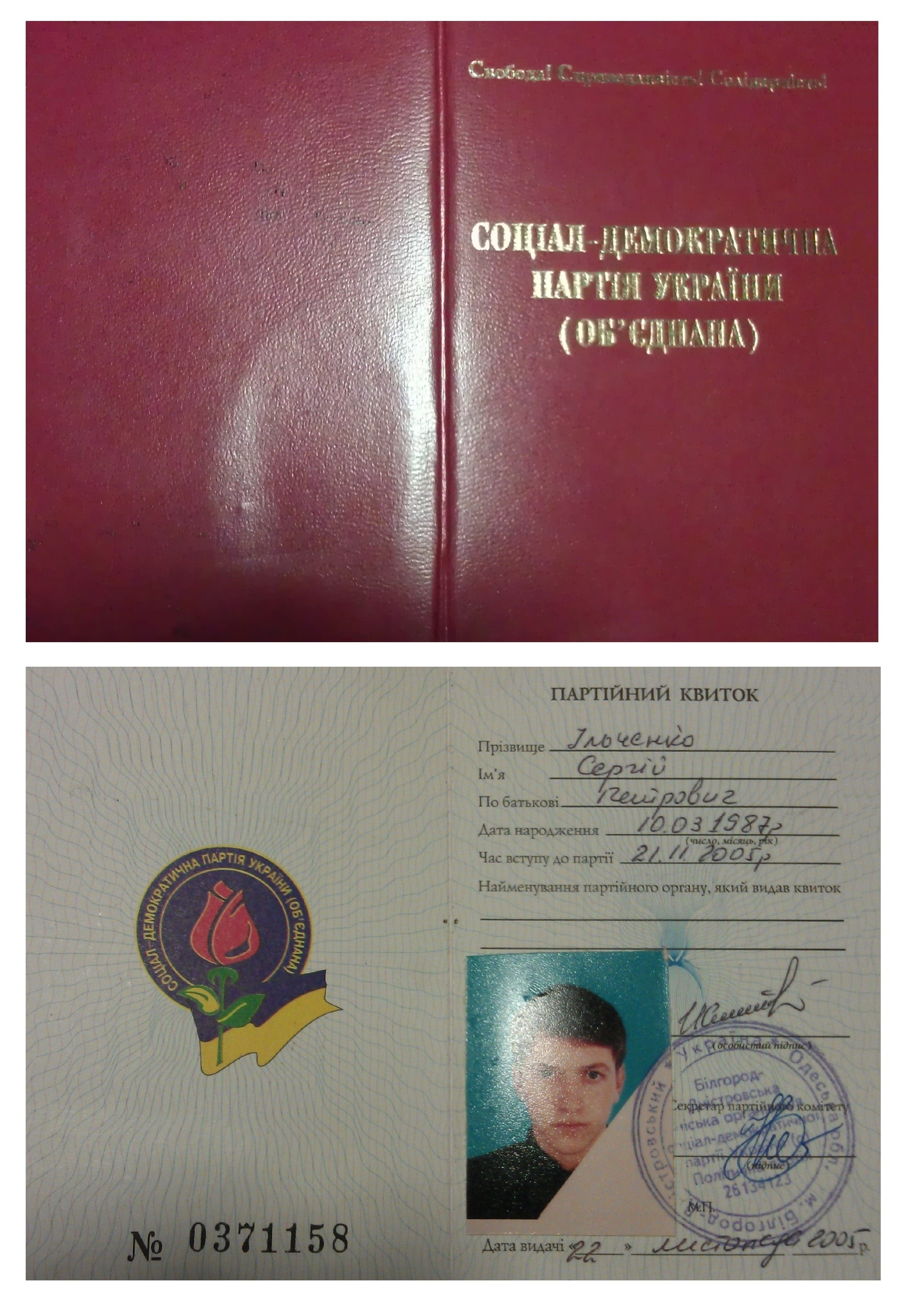
Партійний квиток «Соціал-демократична партія України (об'єднана)». (2005)

Соціал-демократична партія України (об'єднана) — українська політична партія. Створена в 1990 році під назвою Соціал-демократична партія України, сучасна назва — з 1996 року. З цією партією пов'язана діяльність Василя Онопенка, Леоніда Кравчука, Петра Порошенка, Віктора Медведчука, Михайла Папієва, Нестора Шуфрича.

## Історія партії
Партія виросла з гуртків «неформалів», перший з яких виник на початку 1988 року у середовищі Львівського міського дискусійного клубу. Лідерами цього осередку були Євген Патракєєв і Андрій Павлишин. З 1989 року об'єднання прихильників соціал-демократичних ідей іменували «Організацією соціал-демократів України».
Установчий з'їзд партії відбувся у травні 1990 року. Нова організація отримала ім'я Соціал-демократична партія України (СДПУ) і була зареєстрована 1 листопада 1991 року. Першим головою партії став Андрій Носенко, ідеологом і автором основних документів партії був «політичний редактор» Віктор Вовк.
СДПУ була колективним членом Народного Руху України. На президентських виборах 1991 року підтримала В'ячеслава Чорновола.
В листопаді-грудні 1992 року Соціал-демократична партія України об'єдналася з Об'єднаною соціал-демократичною партією України, зберігши назву СДПУ. Лідером партії став народний депутат Юрій Збітнєв (від «старої» СДПУ), а головою правління обрали народного депутата Володимира Московку (від колишньої ОСДПУ). На парламентських виборах 1994 року обидва керівники партії, однак, до Верховної Ради не були переобрані.
У 1995 році керівництво СДПУ ухвалило рішення об'єднатися з Партією прав людини (Партією цивільних прав) і Партією справедливості. Лідером СДПУ був обраний міністр юстиції Василь Онопенко, а його заступниками — адвокат Віктор Медведчук та підприємець Ігор Плужніков. Саме вони були лідерами двох неформальних груп впливу всередині партії.
27 квітня 1996 року на з'їзді СДПУ було ухвалене рішення перейменувати партію в Соціал-демократичну партію України (об'єднану) (СДПУ(О)). Центральним друкованим органом партії стала «Наша газета +».
На парламентських виборах 1998 року отримала 4 % голосів виборців. Віктор Медведчук став заступником Голови Верховної Ради. Але одразу після виборів всередині партії розгорівся конфлікт, внаслідок якого її залишив Василь Онопенко та група його прихильників, що згодом створили Українську соціал-демократичну партію (УСДП).
На XIII з'їзді в жовтні 1998 року головою партії обрано Медведчука. Петро Порошенко, який був до того членом партії, входив у парламентську фракцію об'єднаних соціал-демократів, був обраний членом Політбюро СДПУ(О). Фракцію СДПУ(О) у Верховній Раді очолив Євген Марчук. Проте невдовзі шляхи Марчука і СДПУ(О) розійшлися. Прихильники експрем'єра створили власну партію — Соціал-демократичний союз. А фракцію об'єднаних соціал-демократів у парламенті очолив близький до Ігоря Плужнікова Олександр Зінченко.
На президентських виборах 1999 року СДПУ(О) підтримала Леоніда Кучму — на з'їзді партії лише один делегат висловився проти. Після перемоги Кучми партійна фракція підтримала призначення прем'єр-міністром Віктора Ющенка, проте після його відмови увійти до лав СДПУ(О) стала чи не найпримиреннішим його опонентом. «Перемир'я» між ними було укладено лише під час парламентського перевороту 2000 року, організованого, зокрема, Віктором Медведчуком, після якого він став першим заступником Голови Верховної Ради.
У лютому 2000 році із фракції СДПУ (О) вийшов Петро Порошенко, очоливши створену раніше «під ключ» партію «Солідарність».
На виборах до Верховної Ради України у 2002 році СДПУ(О) здобула 6,27 % голосів. Парламентську фракцію об'єднаних соціал-демократів спочатку очолив Віктор Медведчук, а після його призначення керівником президентської адміністрації — Леонід Кравчук. Олександр Зінченко був обраний заступником Голови Верховної Ради як висуванець СДПУ(О), але у 2003 році розірвав стосунки з партією.
СДПУ(О) стала однією з інініціаторів проведення політичної реформи, і на цьому ґрунті відбулося певне зближення з соціалістами та комуністами. Але попри інформацію про можливість підтримки соціал-демократами Олександра Мороза, у кампанії 2004 року СДПУ(О) підтримала Віктора Януковича.
На парламентських виборах 2006 року СДПУ(О) брала участь у складі блоку «Не так!», що одержав усього 257 106 голосів (1,01 %) і не подолав 3 % бар'єр.
26 квітня 2006 у зв'язку з поразкою СДПУ(О) на виборах Леонід Кравчук заявив про намір вийти з керівних органів партії й зайнятися суспільно-політичною діяльністю в вільнішому режимі, без прив'язки до однієї партії.
Віктор Медведчук заявив про намір покинути пост голови СДПУ(О) ще 29 березня 2006 року, проте зміна керівництва відбулася лише на XXI з'їзді партії (проводився у два етапи влітку 2007). 17 серпня 2007 головою СДПУ(О) був обраний Юрій Загородній.
Представники СДПУ(О) — спочатку Михайло Папієв, а згодом — і Нестор Шуфрич — увійшли до складу уряду Віктора Януковича. В серпні 2007 року вони вийшли з партії у зв'язку з наміром балотуватися до Верховної Ради за списком Партії регіонів. СДПУ(О) брати участь у виборах відмовилася, пояснюючи за тим, що вважає їх незаконними.
У 2007 році лідер СДПУ(о) Юрій Загородній заявляв, що в партії близько 20 тисяч реальних членів. Проте фактично з 2010 року партія припинила активну діяльність. З'їзди СДПУ(О) не проводилися, у виборах на загальнонаціональному рівні участі вона також не брала, висуваючи лише кандидатів по окремих округах (проте жодний з них зрештою не був обраний депутатом).
Значна частина чільних діячів партії з 2012 року опинилася в створеній за ініціативою Віктора Медведчука організації «Український вибір», ті, хто не поділяв проросійське спрямування цієї організації, від партійної діяльності відійшли. Юрій Загородній певний час формально залишався лідером СДПУ(О), проте у парламентських виборах 2019 року балотувався за списком ОПЗЖ і декларував членство у цій партії. В офіційних документах першою особою партії називали також керівника її виконкому Юрія Говоруху, проте в червні 2020 року він помер.

## Позиція
У 90-х та на початку 2000-х:
- На Президентських виборах 1994 підтримала в першому турі Володимира Ланового, а в другому — Леоніда Кравчука[2][15].
- В 1999 році партія висунула Леоніда Кучму кандидатом у президенти.[15]
- 22 грудня 1999 року «СДПУ(о)» підтримала призначення Віктора Ющенка на посаду прем'єр-міністра України[16][17].
- В 2000 році, офіційна преса «СДПУ(о)» видала серію статей, в яких використовувала націоналістичну ідеологію; представники партії на Львівщині відкрили пам'ятники та меморіальні дошки низці проукраїнських діячів, зокрема одному з лідерів УВО та ОУН Юліану Головинському, члену УПА Ганні Максимець та композитору Ігорю Білозору; Григорій Суркіс відвідав меморіальну квартиру Романа Шухевича та музей-садибу Євгена Коновальця.[15] Водночас члени «СДПУ(о)» на Луганщині у вересні вшанували пам'ять молодогвардійців[18].
- В березні 2001 року лідер партії Віктор Медведчук відкинув можливість формування парламентської більшості з лівими силами, заявивши що «Ці [провладні] фракції налаштовані на реформи і ніколи не підуть на союз зі силами, з якими ці реформи неможливо проводити»[19]
- В серпні 2001 в ефірі львівського телеканалу Медведчук заявив, що з 1998 року працює над законопроєктом про ОУН-УПА та підтримує реабілітацію представників цих організацій[20][21].
- Напередодні парламентських виборів 2002 «СДПУ(о)» оприлюднила головний програмний документ партії, де в розділі «Зовнішня політика» зазначалось:
  - «Ми виходимо з того, що Україна зробила вибір на користь європейської моделі суспільства і держави, і цей вибір не підлягає обговоренню або перегляду. Політична мета розвитку України — стати повноправним членом співтовариства європейських держав»[12]
- В 2003 році фракція «СДПУ(о)» майже повним складом (34 депутатів з 37, в тому числі Григорій Суркіс, Ігор Шурма та Володимир Заєць) проголосували за закон «Про основи національної безпеки України», згідно з яким пріоритетами національних інтересів України є «інтеграція України в європейський політичний, економічний, правовий простір з метою набуття членства в Європейському Союзі та в євроатлантичний безпековий простір з метою набуття членства в Організації Північноатлантичного договору»[22][23].

З початку 2000-х по сьогоднішній день:
- Весною 2001 року партія брала участь у створенні, винесенні на розгляд та прийнятті резолюції Верховної Ради України про недовіру уряду Віктора Ющенка, який було прийнято 26 квітня. На той момент, діяльність уряду Ющенка позитивно оцінювало 43 % населення (негативно — 22 %), а прихильниками кабінету Ющенка вважали себе 35 % громадян країни (15 % — його противниками)[24][25][26].
- Під час парламенських виборів 2002 «СДПУ(о)» зокрема робила акцент на протиставленні себе Віктору Ющенку та блоку «Наша Україна»[15].
- В 2003 році Медведчук заявив, що буде головним лобістом інтересів Росії в Україні[27].
- На Президентських виборах 2004 року партія офіційно підтримала Віктора Януковича[28][29].
- У лютому 2005 року Медведчук заявив, що буде домагатися активного співробітництва України в рамках Єдиного економічного простору.
- В червні 2005 року Медведчук направив голові Комуністичної партії Петру Симоненку відкритого листа про співпрацю та збереження лівої опозиції, в якому закликав комуністів будувати разом з «СДПУ(о)» «цивілізований політичний простір, на якому могли б конструктивно конкурувати різні політичні сили». Симоненко відмовився, заявивши що «СДПУ(о)» фактично є «партією капіталу»[30].
- На парламентських виборах 2006 блок «Не так», в який входив «СДПУ(о)», відкрито виступав проти вступу України до НАТО та ЄС та за вступ до Митного союзу. Зокрема в офіційний заяві політбюро партії говориться, що партія «проти приєднання України до НАТО чи будь-яких інших воєнних блоків. Також СДПУ(о) проти прийняття ПДЧ, що і за назвою, і за обсягом являється кроком до приєднання до цього блоку»[22].
- У жовтні 2007 року лідер партії Юрій Загородній заявив про те, що веде переговори з СПУ, Володимиром Литвином, Соціал-демократичним союзом та Наталією Вітренко з метою об'єднання лівих сил[31].
- У листопаді 2007 року заступник голови партії Ігор Шурма заявив що партія ініціює створення єдиного лівоцентристського руху, членами якого можуть бути усі ліві сили, окрім КПУ та ПСПУ, оскільки вони є більш «радикальними» силами"[32].
- У квітні 2008 року «СДПУ(о)» розкритикувала заяву Леоніда Кравчука про необхідність вступу України в НАТО, заявивши: «Ми вважаємо, що Леонід Макарович, який перебуває тривалий час у лавах СДПУ(о), був членом керівних органів партії, яка послідовно підтримує положення про нейтральний статус країни відповідно до Декларації про державний суверенітет України, стоїть на антинатівських позиціях і була свого часу ініціатором збору підписів за всеукраїнський референдум щодо НАТО та ЄЕС, має сам визначитися у тому, наскільки його особиста позиція відповідає позиції партії, членом якої він залишається»[33][34].
- В 2009 році партія разом з КПУ, Партією «Справедливість» та Союзом лівих сил створили блок для участі у Президентських виборах 2010 та висунули єдиним кандидатом Петра Симоненка[35][36].

## Критика
Про тоталітаризм партії та її близькість до фашистської ідеології заявляли у 2004 році депутати ВРУ Віктор Ющенко та Сергій Терьохін після фальсифікації виборів у Мукачеві. Також відзначали належність або підконтрольність партії загальнонаціональних ЗМІ (видання «Киевские ведомости», «2000», «День» і телеканали «Інтер», «1+1», Перший національний). Велика частина експертів вважала її «позаідеологічною» організацією, що лобіювала інтереси бізнесу, який належав кільком ключовим фігурам у лавах СДПУ(О). Очільників партії не раз звинувачували в належності до олігархії, сповідуванні авторитаризму і використанні у своїх цілях кримінальних угруповань.

## Виноски
1. ↑  Депутатські фракції і групи IX скликання. rada.gov.ua. Процитовано 26 листопада 2020.
2. 1 2 3 4 5  "Наперед українці, а потім соціал-демократи..." Короткий нарис історії сучасної української соціал-демократії. Українська правда. 26 травня 2003. Архів оригіналу за 15 лютого 2022. Процитовано 2 квітня 2022.
3. ↑  Історія українського суспільства12.2.2. Політичні партії незалежної України. Проблема взаємодії суспільства й влади. Особливості та перспективи поглиблення суспільної демократії в Україні
4. ↑  Електоральні процеси України в регіональному вимірі: Буковина і Закарпаття: монографія / Під ред. А. Круглашова і М. Токаря; [Ред. колег.: М. Зан, М. Гуйтор, Ю. Остапець, Н. Ротар; Відп. за вип. М. Токар]; НДІ політичної регіоналістики (Ужгород), НДІ європейської інтеграції та регіональних досліджень (Чернівці). — Ужгород: Поліграфцентр «Ліра», 2014, с.151
5. 1 2  Архівована копія. Архів оригіналу за 9 вересня 2018. Процитовано 25 січня 2021.{{cite web}}:  Обслуговування CS1: Сторінки з текстом «archived copy» як значення параметру title (посилання) [Архівовано 2018-09-09 у Wayback Machine.]
6. ↑  СДПУ(о) не говоритиме про відкликання Зінченка. BBC News. 23 червня 2004. Архів оригіналу за 7 червня 2021. Процитовано 7 червня 2021.
7. ↑  Лидер СДПУ(о) предложил делегатам съезда партии поддержать кандидатуру В.Януковича на пост президента Украины. ЛІГА.net. 10 липня 2004. Архів оригіналу за 7 червня 2021. Процитовано 7 червня 2021. (рос.)
8. ↑  СДПУ (о) очолив Загородній, першим заступником став Шурма, Різака вивели з політбюро партії. Zaxid.net. 17 серпня 2007. Архів оригіналу за 2 квітня 2022. Процитовано 3 квітня 2022.
9. ↑  В Інтернеті з`явився список Партії регіонів (перші 150 номерів). УНІАН. 4 серпня 2007. Архів оригіналу за 5 травня 2015. Процитовано 7 червня 2021.
10. ↑  Поява окремих членів СДПУ(о) в списку Партії регіонів буде вітатися, але... www.unian.ua (укр.). Процитовано 7 грудня 2021.
11. ↑  Ушел из жизни Юрий Говоруха. zagittya.com.ua. Архів оригіналу за 8 грудня 2021. Процитовано 22 лютого 2021. [Архівовано 2021-12-08 у Wayback Machine.]
12. 1 2  Мустафа Найєм. Віктор Медведчук: зрада власних ідей [Архівовано 2013-08-24 у Wayback Machine.] Українська правда, 21.08.2013
13. ↑  ІВАН ХМАРА-ВДАЛИЙ; ЛЕОНІД АМЧУК (17 грудня 2001). Медведчук помер?. pravda.com.ua. Процитовано 20 липня 2021.
14. ↑  Розкол серед соціал-демократів. day.kyiv.ua. 22 січня 1999. Архів оригіналу за 7 листопада 2021. Процитовано 7 листопада 2021.
15. 1 2 3 4 5  УКРАИНА ПАРТИЙНАЯ. ЧАСТЬ VI СОЦИАЛ-ДЕМОКРАТИЧЕСКАЯ ПАРТИЯ УКРАИНЫ (ОБЪЕДИНЕННАЯ). Дзеркало Тижня. Процитовано 17 вересня 2022.
16. ↑  Стенограма засідання Верховної Ради України 22 грудня 1999 року щодо призначення Віктора Ющенка Прем’єр-міністром України. naspravdi.org. Процитовано 12 травня 2022.
17. ↑  Микола Михальченко. Тріумф Віктора Ющенка чи комуністичний реванш?. day.kyiv.ua. Процитовано 12 травня 2022.
18. ↑  Партизанскими тропами Медведчука. maidan.org.ua. Архів оригіналу за 17 лютого 2022. Процитовано 17 лютого 2022.
19. ↑  Премьерство — после победы на парламентских выборах. day.kyiv.ua. Процитовано 17 вересня 2022.
20. ↑  В.Медведчук – за реабилитацию ОУН–УПА. news.liga.net. Архів оригіналу за 17 лютого 2022. Процитовано 17 лютого 2022.
21. ↑  Медведчук заявив, що його батько був учасником Організації українських націоналістів. Українська Правда. Архів оригіналу за 25 січня 2022. Процитовано 12 травня 2022.
22. 1 2  Микола Писарчук (9 квітня 2008). СДПУ(о) звинуватила Кравчука в послідовності?. unian.net. Архів оригіналу за 30 вересня 2014. Процитовано 24 вересня 2022.
23. ↑  Про основи національної безпеки України. Офіційний сайт Верховної Ради України. Процитовано 24 вересня 2022.
24. ↑  Микола Томенко (25 квітня 2001). Неконституційна країна з Леонідом Кучмою без Віктора Ющенка. Національні особливості українського політичного режиму. Українська Правда. Процитовано 24 вересня 2022.
25. ↑  Про недовіру Кабінетові Міністрів України: Верховна Рада України; Резолюція від 26.04.2001 № 2393-III. Архів оригіналу за 27.04.2021.
26. ↑  Коротко / УКРАЇНА. День (газета). 28 квітня 2001. Процитовано 3 жовтня 2022.
27. ↑  Кризис Виктора Медведчука или сюрприз, который избиратели могут найти в списке Партии регионов. day.kyiv.ua. Процитовано 17 вересня 2022.
28. ↑  ВИБОРИ-2004: Медведчук упевнений у перемозі Януковича. day.kyiv.ua. 14 липня 2004. Архів оригіналу за 25 листопада 2023. Процитовано 28 липня 2021.
29. ↑  Знакова обставина. День (газета). Архів оригіналу за 12 травня 2022. Процитовано 12 травня 2022.
30. ↑  Медведчук хотів подружитися з комуністами, а Симоненко порадив йому подивитися на себе. pravda.com.ua. 25 червня 2005. Архів оригіналу за 25 січня 2022. Процитовано 17 вересня 2022.
31. ↑  СДПУ(о) хоче створити фронт з Морозом і Вітренко. Українська Правда. Архів оригіналу за 30 вересня 2014. Процитовано 17 вересня 2022.
32. ↑  СДПУ(о) ініціює створення єдиного лівоцентристського руху. Поки без ПСПУ та КПУ. zaxid.net. Процитовано 17 вересня 2022.
33. ↑  Алена Яхно (9 квітня 2008). Леонід КРАВЧУК: Моя позиція постійна: НАТО!. day.kyiv.ua. Процитовано 24 вересня 2022.
34. ↑  СДПУ(о) пропонує Кравчуку визначитися – або НАТО, або... Українська Правда. 8 квітня 2008. Процитовано 27 вересня 2022.
35. ↑  КПУ, СДПУ(о), "Справедливість" і "Союз лівих сил" створили блок для участі у президентських виборах. Інтерфакс-Україна. 14.09.2009. Процитовано 17 вересня 2022.
36. ↑  КПУ, СДПУ(о), партії "Справедливість" і "Союз лівих сил" висунули П.Симоненка кандидатом на посаду Президента. РБК-Україна. 20 жовтня 2009. Процитовано 17 вересня 2022.
37. ↑  Так є СДПУ(о) фашистською партією чи ні? (sd.org.ua, 14 травня 2004)
38. ↑  Звичайний тоталітаризм (Україна молода, 28 серпня 2004)
39. ↑  Хто є хто. На дивані президента Кучми. Віктор Меведчук. Частина перша. pravda.com.ua. 28 грудня 2002. Процитовано 29 травня 2021.